# 메인주의 기

메인 주의 기

메인 주의 기는 파란 바탕에 메인주의 문장이 새겨진 형태의 깃발이다. 문장의 가운데에는 키 큰 소나무 아래에 무스가 쉬는 모습이 그려져 있고, 양 옆의 농부와 어부는 전통적으로 농업과 어업이 메인 주의 주된 산업이었음을 나타낸다. 북극성은 주의 표어인 "Dirigo"(나는 이끈다)를 상징한다.
메인 주의 문장은 공식 색상이 지정되어 있지 않아서, 주기의 제작자에 따라 색상에 조금씩 차이가 있다. 그러나 주위의 파란 바탕은 미국 국기의 파란색과 같은 파란색으로 지정되어 있다. 주의 공식 설명에 의하면, 주기는 노란색 비단 술과 파란색/흰색 비단 끈으로 깃대에 부착되어야 한다. 이 장식요소들이 사용되는 일은 실제로는 매우 드물다.
한편 메인 주의 기는 북아메리카기학협회(North American Vexillological Association, NAVA)가 실시한 2001년 여론조사에서 가장 안 좋은 디자인의 깃발 중 하나로 순위에 오르기도 했다. 미국 주, 미국 속령, 캐나다 주의 총 72개 후보 깃발 중 메인 주의 깃발은 60위(하위 13위)였다. 협회는 "파란색 바탕에 문장"이 새겨진 디자인의 독창성이 떨어진다고 비판했는데, 이 디자인은 현재 미국 주기의 거의 절반 가량에 사용되고 있다.

## 역사

1901년 깃발의 디지털 복제품

본래 메인의 주기는 가운데에 뉴잉글랜드의 상징인 푸른 소나무를 두고, 그 옆에 파란색 북극성이 그려진 담황색 바탕의 형태였다. 우측의 그림은 1901년 깃발의 디지털 복제품으로, 소나무는 메인의 상선기에 사용된 것을 가져왔으며 깃발 가로의 1/3과 세로의 2/3로 설정된 소나무 크기 역시 추측된 것이다.
현재의 깃발은 1909년 2월 23일 메인주 의회에서 승인되었다.

## 선박기

메인의 상선/해군기

메인은 주기와 별도로 선박기를 두고 있는 드문 경우로, 미국의 주 중 메인주 외에는 매사추세츠 주만이 별도의 선박기가 있다. 메인의 선박기에는 현재 주기와 예전 주기의 상징물들이 보이며, 흰색 바탕에 푸른 소나무가 그려져 있다. 푸른 소나무에는 어부의 닻이 있으며, "MAINE"과 "DIRIGO"라는 단어가 그 주위에 쓰여 있다.

## 같이 보기
- 매사추세츠주의 기